# Super deformed

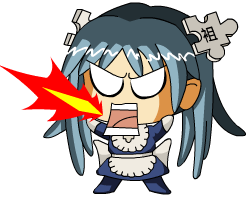
Wikipe-tan SD.

El super deformed (també conegut simplement com a "SD") és l'estil de dibuix del que comunament es diu «personatge capgròs». Entre els otakus occidentals, a aquests personatges se'ls sol anomenar chibis.
Són caricatures de qualsevol tipus de personatge, generalment d'anime i manga i la seva principal característica és la reducció d'alçada i l'augment de la mida del cap, de vegades fins i tot fins a la mateixa mida que el mateix cos.
Normalment aquest tipus de dibuixos solen tenir tocs d'humor i fer escenes gracioses, o també poden ser "bonic" (kawaii en japonès) el que fan que siguin bastant graciosos.
Donades les facilitats que dona reproduir un figura en format SD, aquest estil s'utilitza també per a la creació i venda d'articles d'alguna sèrie anime o videojocs.